# Adrian Monk

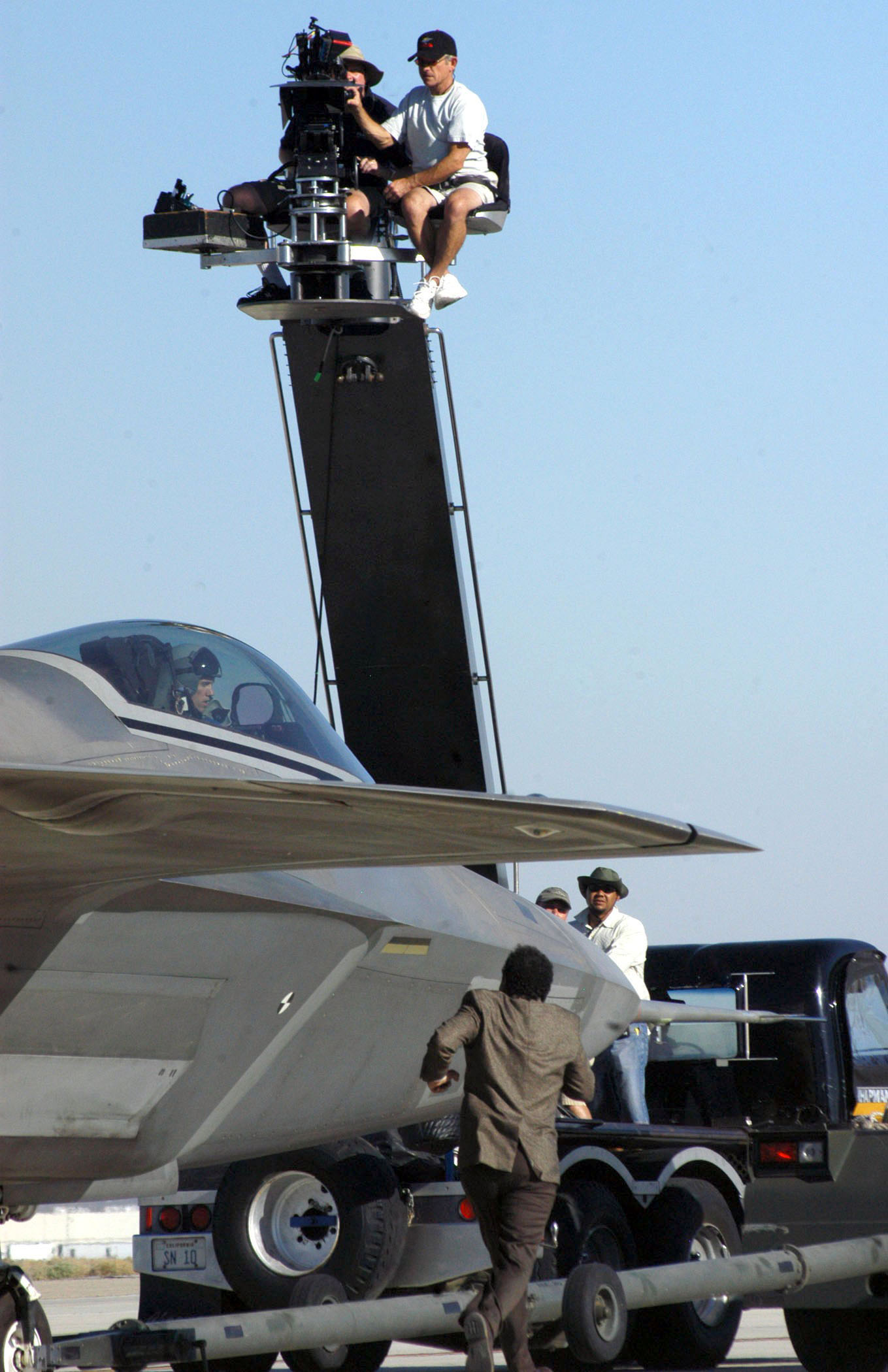
Tony Shalhoub interpretando a Adrian Monk en uno de los episodios de Monk.

Adrian Monk es el personaje central de la serie televisiva Monk, en la que se relatan las aventuras de un brillante, pero maniático detective de San Francisco.

## Argumento

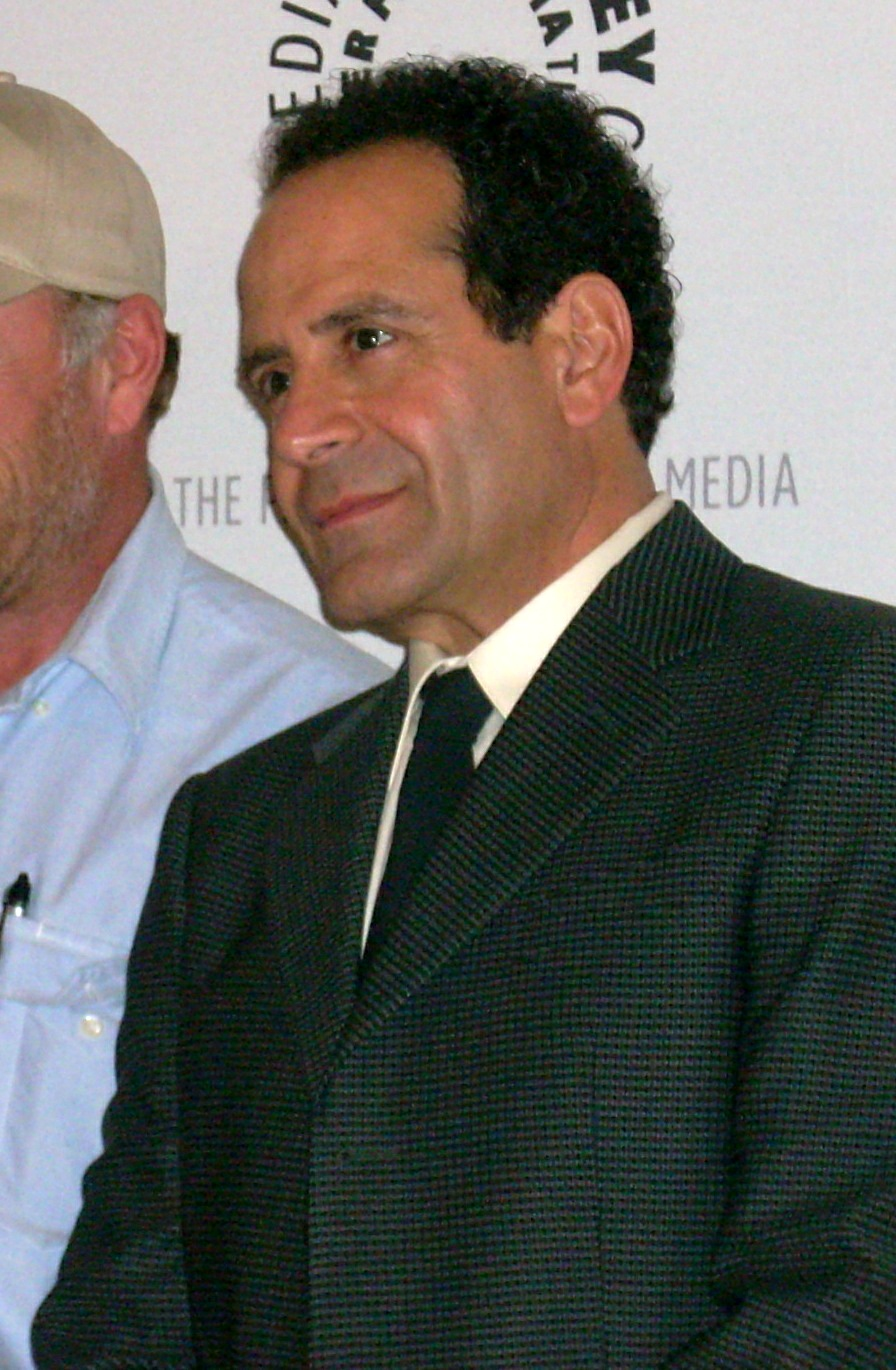
Primer plano de Tony Shalhoub.

Gracias a la interpretación de Tony Shalhoub podemos conocer al personaje Adrian Monk, un exdetective de la Policía de San Francisco quien, tras el asesinato aún sin resolver de su esposa Trudy, pierde la razón y se sume en una crisis que empuja al máximo sus manías hasta convertirlas en un grave trastorno obsesivo-compulsivo, lo que le impide llevar una vida normal por su temor a muchas cosas (como los gérmenes, las alturas e incluso la gente) y su manía por el orden y la simetría.
Con la ayuda de su enfermera Sharona Fleming (Bitty Schram), Monk trabaja como detective privado y consultor para su antiguo jefe, el capitán Leland Stottlemeyer (Ted Levine), resolviendo los más insólitos casos gracias a su memoria fotográfica y su increíble capacidad deductiva, logrando la admiración del cuerpo de policía e incluso del segundo al mando, el teniente Randall Disher (Jason Gray-Stanford).
Por desgracia, Sharona decide mudarse a Nueva Jersey, dejando a un Monk a punto del desequilibrio hasta que conoce a Natalie Teeger (Traylor Howard), camarera y madre viuda que acude a él para resolver un caso particular y, tras su pedido, se transforma en su nueva asistente.

## Lista de fobias de Adrian Monk
Monk ha mencionado que su miedo a los dentistas (dentofobia) es uno de los que está muy por encima de su top 10. Se ha notado que tiene miedo de los fluidos corporales, como semen (espermatofobia), sangre (hemofobia) y saliva (mixofobia). Se menciona en el episodio «El Sr. Monk se va de vacaciones», cuando una guardia de seguridad pasa una lámpara ultravioleta por su habitación. En total son 312 fobias las que adornan a este raro, pero extraordinario detective. Por orden de importancia, las principales son:[cita requerida]
1. Gérmenes (misofobia).
2. Agujas (belonefobia).
3. Leche (lactofobia).
4. Muerte (tanatofobia).
5. Serpientes (ofidiofobia).
6. Setas (micofobia).
7. Alturas (acrofobia).
8. Multitudes (demofobia).
9. Ascensores.
10. Fuego (pirofobia).

Otras son:
- Abejas (apifobia).
- Ahogamiento (pnigofobia).
- Anfibios (batracofobia).
- Arañas (aracnofobia).
- Barbas (pogonofobia).
- Basura.
- Desnudez (gimnofobia); dice haberse visto desnudo solo una vez en su vida.
- Desorden (ataxofobia).
- Enfermedades.
- Espacios cerrados (claustrofobia).
- Genitales femeninos (colpofobia).
- Glaciares.
- Granizo.
- Leprosos (leprofobia).
- Conducir vehículos (amaxofobia).
- Nacimientos humanos (tocofobia).
- Olores (ofactofobia).
- Opossum.
- Oscuridad (escotofobia).
- Perros (cinofobia).
- Pollos (alectorofobia).
- Puentes (gefirofobia).
- Ratones (musofobia).
- Relámpagos (ceraunofobia).
- Reproducción (coitofobia).
- Riesgo.
- Rodeos.
- Sábanas.
- Sapos (bufonofobia).
- Túneles.
- Viento (anemofobia).
- Volar (pteromeranofobia).
- Carbón (mencionado en "Monk se une a una secta").

- Datos: Q2088981